# Krsto Popović
Krsto Popović (cirílico serbio: Крсто Поповић) (Lipa, Cetiña, Montenegro, 13 de septiembre de 1881-Grahovo, RP de Montenegro, Yugoslavia, 14 de marzo de 1947) fue un oficial del Ejército Real de Montenegro que luchó en las Guerras de los Balcanes y en la Primera Guerra Mundial.
Insatisfecho con la Asamblea de Podgorica de 1918 que fusionó a Serbia y Montenegro en lo que se convertiría en Yugoslavia, Popović se convirtió en uno de los líderes del Levantamiento de Navidad de 1919 del lado de los Verdes que apoyaban al recién destronado Rey Nicolás de la dinastía Petrović-Njegoš y que favoreció una confederación de Yugoslavia que todavía le dio a Montenegro una forma de independencia en escaramuzas contra los blancos que favorecían al rey Alejandro de la dinastía Karađorđević y la anexión completa de Montenegro a Yugoslavia. 
Después del fracaso del levantamiento, Popović emigró a Italia, pero regresó en junio de 1919 para iniciar la guerra de guerrillas. Eventualmente depuso las armas después de la muerte del rey Nikola en 1921 y finalmente fue indultado por el rey Alejandro después de proclamarle lealtad. Vivió los años que le quedaban en Yugoslavia en relativa paz hasta la Segunda Guerra Mundial, cuando formó la Brigada Lovćen. Por ello, fue tildado de colaborador por el nuevo gobierno comunista y en 1947 fue asesinado en una emboscada por agentes de la OZNA.

## Vida
Nacido en una familia montenegrina de padre Todor "Zrno" Popović y madre Ćetna (de soltera Krivokapić) el 13 de septiembre de 1881, luchó en las guerras de los Balcanes y la Primera Guerra Mundial en las fuerzas del Ejército Real de Montenegro hasta que fue capturado por el ejército austrohúngaro en 1916. También fue uno de los héroes prominentes de la Batalla de Mojkovac, donde Montenegro ayudó al ejército de Serbia, su aliado cercano, a retirarse frente a los ataques austrohúngaros. Después de pasar dos años en el campo de prisioneros de guerra austrohúngaro, regresó a Montenegro para convertirse en el líder del Levantamiento de Navidad el 7 de enero de 1919 y el Levantamiento del Día de San Pedro en julio del mismo año, luchando contra la decisión de la Asamblea de Podgorica de unir a los Reino de Montenegro con el Reino de Serbia bajo la Casa Real de Karađorđević. Entre 1919 y 1922, fue líder de los komite montenegrinos, luchadores por la federalización del Reino de los Serbios, Croatas y Eslovenos. En 1922 emigró a Argentina y luego a Bélgica en 1929.  
Los Verdes votaron en contra de la unificación del Reino de Montenegro con la Asamblea del Reino de Serbia Podgorica, mientras que la mayoría Blanca (Bjelaši) la apoyó. Mientras tanto, solo varios meses después de su llegada a Montenegro, Krsto Popović regresó a Italia, donde sirvió en el ejército del gobierno montenegrino en el exilio, ascendiendo al grado militar de comandante y luego a general de brigada. 
En 1929, desde Bélgica, envió una carta al rey Alejandro, en la que le pedía que lo perdonara de la responsabilidad de la guerra civil en Montenegro desde diciembre de 1918 hasta la muerte del rey Nicolás. En esta carta, también proclamó su lealtad al rey Aleksandar Karađorđević. El 18 de octubre de 1929, en la provincia de Lieja, Bélgica, la policía de inmigración le expidió un pasaporte con el número 9121, con el visado número 94 en el que identificaba su nacionalidad serbia.
Posteriormente, el rey Alejandro lo perdonó y regresó al Reino de Yugoslavia, recibiendo una pensión y viviendo retirado hasta que estalló la Segunda Guerra Mundial y Popović organizó su milicia de colaboración, llamada Brigada Lovćen. Esta milicia estaba bajo el control o la influencia de la fuerza de ocupación fascista italiana, y libró la guerra contra los partisanos y el ejército yugoslavo en la Patria (Chetniks). El símbolo oficial de la fuerza paramilitar era una bandera verde con el escudo de armas de Petrović. Durante la guerra, su milicia se dividió; un grupo se unió a los partisanos y otros se unieron a los chetniks. Popović no se unió a ningún lado. 
Fue emboscado y asesinado en un tiroteo por los agentes de OZNA Rako Mugoša, Veljko Milatović y Šaro Brajović en 1947. Mugoša también murió en el tiroteo mientras Milatović y Brajović sobrevivieron.

## Matrimonio y descendencia
En 1905 se casó con Marija (de soltera Radojević) con quien tuvo cinco hijas y dos hijos, Radovan y Nikola. 
Su hijo Radovan murió como miembro de los partisanos yugoslavos en la batalla de Neretva, mientras que su hijo Nikola se convertiría más tarde en general en el Ejército Popular Yugoslavo y recibió la Orden del Héroe del Pueblo.